# Lingua occitana antica
L'occitano antico, o provenzale antico o lingua d'oc (langue d'oc), fu la più antica forma della lingua occitana, della quale si trovano esempi in scritti risalenti dall'VIII al XV secolo.
La denominazione "langue d'oc" serviva per distinguerlo dalla lingua francese antica, che era invece viceversa chiamata "langue d'oïl" e che veniva parlata nel nord della moderna Francia.
L'antico occitano fu la prima lingua romanza con un corpus letterario, nonché la lingua usata dai trovatori, ed ebbe un'enorme influenza sullo sviluppo letterario di altre lingue europee, specialmente le varietà romanze e quelle della poesia lirica. Sull'argomento peraltro non vi sono molti studi.
In seguito a ciò che Pierre Bec chiama «la decadenza della lingua», verso il XV secolo, l'antico occitano si evolve nel medio-occitano od "occitano di transizione" (XV-XVI secolo) e poi nell'occitano moderno (dal XVI al XIX secolo). La lingua catalana invece si allontanò dall'antico occitano fra l'XI e il XV secolo.
I testi sono di forme e destinazioni varie: religiosi, amministrativi e letterari e sono spesso chiamati scripta.

## Denominazione
Nel XIII secolo l'antico occitano riceve dai catalani il nome di lemosí (limosino); nello stesso periodo gli scrittori italiani la denominano proensal (provenzale), in riferimento alla provincia romana (Gallia meridionale). Quest'ultimo termine conoscerà un successo postumo nel XIX secolo quando i romanisti e filologi lo riprenderanno per designare la lingua dei trovatori, non senza creare ambiguità con il dialetto specifico provenzale.

Dante gli dà il nome di lingua d'oco, che in francese diventa lingua d'oc, in contrasto con la lingua del sì (italiano) e la lingua d'oïl (francese).

## Fonetica
La pronuncia dell'antico occitano è stata ricostruita in funzione delle evoluzioni successive della lingua, mentre alcuni la leggono secondo le regole della pronuncia moderna.
Le principali isoglosse che distinguono la lingua occitana da quella francese sono le seguenti:
- Conservazione di -a tonica in sillaba aperta, che il francese normalmente si palatalizza in è aperta.
- Conservazione di -a finale atona (velarizzata modernamente fino ad -o nei dialetti della zona centrale), di contro alla sua riduzione francese in -e prima evanescente ed oggi muta.
- Assenza di dittongamento spontaneo delle vocali aperte ę ed ǫ, normali evoluzioni da ĕ ed ŏ latine, toniche in silaba aperta, mentre il francese dittonga ĕ in ie ed ŏ in (uo>) ue ridotto poi ad /ø/.
- Assenza assoluta di dittongamento delle vocali chiuse ẹ ed ọ, mentre il francese dittonga ẹ in ei>oi (oggi pronunciato uà, attraverso /oi̯/ > /oe̯/ > /we/ > /wɛ/ > /wa/) e ọ in ou>eu (oggi pronunciato /ø ~ œ/).
- Conservazione del dittongo au, tanto tonico quanto atono, mentre il francese lo riduce ad /o/.
- Lenizione delle consonanti occlusive sorde intervocaliche limitata al primo grado (passaggio di /p t k / a /b d ɡ/), mentre il francese procede al secondo grado, giungendo per lo più sino al dileguo (/t/ > /d/ > /ð/; /k/ > /ɡ/ > /j/).

## Lessico
Il solo vocabolario esaustivo dell'antico occitano risale alla prima metà del XIX secolo: tra il 1836 e il 1845 compare il Lexique roman di François Raynouard (in 6 volumi). All'inizio del secolo successivo, Emil Levy vi aggiunge il suo Provenzalisches Supplementwörterbuch (in 8 volumi, 1894-1924). Il progetto per un Dictionnaire de l'occitan médiéval è stato lanciato a Monaco a partire dal 1997.

## Storia

### I testi più antichi
I testi considerati come le più antiche testimonianze dell'antico occitano sono la Cançao de sancta Fides de Agen e il Poema su Boezio (Boecis), entrambi risalenti all'XI secolo. Seguiranno nello stesso secolo le carte conservate nella regione di Tolosa.